# Go to the top (倖田來未の曲)
「Go to the top」（ゴー・トゥー・ザ・トップ）は、倖田來未の楽曲で、53枚目のシングル。2012年10月24日にrhythm zoneから発売。

## 概要
「Love Me Back」から約11か月ぶりのリリースとなるシングルであり、出産のための一時休業からの復帰作である。表題曲は、アニメ『トータル・イクリプス』のオープニングテーマに起用された。
PVは「カッコかわいい」SF仕立てになっており、メインスタッフもすべて女性である。ビデオ内にはスペシャルサイトへのQRコードが登場している。なおアニメ盤のディスクジャケットには、同アニメの登場人物である篁唯依のイラストが描かれている。

## 音楽性とイメージ
本曲について倖田は「『JAPONESQUE』以来、短い間ではあるもののお休みをいただいて。その間、他アーティストの楽曲に触れて沢山の刺激を受けたり、プライベートな環境の変化のなかにいる自分を感じながら“これから、倖田來未はどうあるべきか？”を改めて考えたんですね。」「そこで、辿りついたのが“やっぱり倖田來未はカッコよくあるべきだ”という答え。妻となり、母となっても、守りに入ることなく攻め続けていきたい。そんな私の決意もまた伝わる曲にしたいなって。そんな想いもこの曲には込められているんです。今、あの頃の私のように心に迷いがある人が聴いたときに、周りがなんと言おうと、自分で決断したことに間違いはないっていうメッセージが伝わると嬉しい」と語っている。

## チャート成績
2012年11月5日付のオリコン週間シングルチャートで第1位を獲得。2009年に発売された45枚目の「Alive／Physical thing」以来通算8作目となる首位獲得。これについて彼女は「こんなにも嬉いことはありません。」とコメントしている。

## 収録曲
- 全作詞：Kumi Koda

### CD+DVD・CD盤

#### CD
1. Go to the top [3:50]
作曲・編曲：CLARABELL
2. Darling [3:47]
作曲：loveTrain
編曲：Youichiro Nomura
3. Go to the top "DJAKi ASY Remix" [3:15]
Remixed by DJ AKi・谷田部タケオ

#### DVD
1. Go to the top (Music Video)

### アニメ盤

#### CD
1. Go to the top
2. Go to the top "DJAKi ASY Remix"

#### DVD
1. アニメ「トータル・イクリプス」オープニング・ノンテロップ映像

## タイアップ
- テレビ東京系アニメ『トータル・イクリプス』前期オープニングテーマ

## 収録アルバム
- Go to the top
  - 『Bon Voyage』
  - 『BEST 〜2000-2020〜』(ファンクラブ限定盤)
- Go to the top［DJAKi ASY Remix］
  - 『KODA KUMI DRIVING HIT'S 5』

## 収録ライブ映像
- Go to the top
  - 『KODA KUMI Premium Night 〜Love & Songs〜』
    - 『MY NAME IS...』(ファンクラブ限定盤)

  - 『Koda Kumi Hall Tour 2014 〜Bon Voyage〜』(メドレー)
  - 『Koda Kumi 15th Anniversary First Class 2nd LIMITED LIVE at STUDIO COAST』(WALK OF MY LIFE、ファンクラブ限定盤)
- Darling
  - 『KODA KUMI LIVE TOUR 2013 〜JAPONESQUE〜』
※ 本ライブのみ、未音源の「Acoustic Ver.」として披露された。